# Ceratinella diversa
Ceratinella diversa là một loài nhện trong họ Linyphiidae.
Loài này thuộc chi Ceratinella. Ceratinella diversa được Ralph Vary Chamberlin miêu tả năm 1949.